# Jean Bossu (architecte)
Pour les articles homonymes, voir Jean Bossu et Bossu (homonymie).
Ne pas confondre avec Auguste Bossu, architecte.
Jean Bossu, né le 17 mai 1912 à Nesles-la-Vallée (Val-d'Oise) et mort le 18 mai 1983 dans le 6e arrondissement de Paris, est un architecte français. Il est notamment connu pour son travail en Algérie et sur l'île de La Réunion, département d'outre-mer du sud-ouest de l'océan Indien où quatre des bâtiments qu'il a imaginés sont inscrits au titre des Monuments historiques.

## Principales réalisations

### En Algérie
- Centre commercial Saint-Réparatus, à Orléansville[4].

### À La Réunion
- Direction de l'alimentation, de l'agriculture et de la forêt de La Réunion, à Saint-Denis, inscrite monument historique ;
- Église Sainte-Clotilde, à Saint-Denis ;
- Gendarmerie de Saint-Benoît, à Saint-Benoît, inscrite monument historique ;
- Immeuble Ah-Sing, à Saint-Denis, inscrit monument historique ;
- Lycée professionnel agricole de Saint-Joseph, à Saint-Joseph ;
- Maison dite Bossu, à Saint-Denis, inscrite monument historique ;
- Maison Drouhet, à Saint-Denis, inscrite monument historique ;
- Poste centrale de Saint-Denis, à Saint-Denis, inscrite monument historique.